# Arthrorhabdus paucispinus
Arthrorhabdus paucispinus är en mångfotingart som beskrevs av L.E. Koch 1984. Arthrorhabdus paucispinus ingår i släktet Arthrorhabdus och familjen Scolopendridae. Inga underarter finns listade i Catalogue of Life.